# Masłowiec
Masłowiec (niem. Maßlisch Hammer) – wieś w Polsce położona w województwie dolnośląskim, w powiecie trzebnickim, w gminie Trzebnica.

## Podział administracyjny
W latach 1975–1998 miejscowość administracyjnie należała do województwa wrocławskiego. Do 2007 r. wsie Masłowiec i Blizocin miały jednego (wspólnego) sołtysa. 